# 阪東壽三郎 (3代目)
三代目 阪東 壽三郞（さんだいめ ばんどう じゅうざぶろう、ばんどう じゅさぶろう、新字体：寿三郎、1886年（明治19年）12月10日 - 1954年（昭和29年）9月24日）は、大阪の歌舞伎役者。屋号は豐田屋。俳名に菊翠。本名は阪東 與三郞（ばんどう よさぶろう、新字体：与三郎）。妻のあい子は、伊藤為吉の娘で、伊藤道郎・伊藤熹朔・千田是也兄弟の姉妹。

## 略歴
二代目阪東壽三郎の長男として大阪に生まれる。1891年（明治24年）4月大阪角座で初舞台、阪東長次郎と名乗る。
1912年（大正元年）11月大阪浪花座の『櫻吹雪』で三代目阪東壽三郎を襲名。その後一時東京で二代目市川左團次一座に加わる。帰阪後の1929年（昭和4年）、新劇運動に加わり、石川薫、小堀誠、初代水谷八重子、初代市川紅梅らと「第一劇場」を立ち上げるなどの新しい試みを行った。戦後は三代目市川壽海とともに双壽時代と呼ばれる一時代を成し、二代目實川延若亡き後の関西歌舞伎を支えた。1954年（昭和29年）5月日本芸術院賞を受賞。同年6月の歌舞伎座『楼門五三桐・山門』の五右衛門を最後の舞台として死去。

## 芸風：西の左團次
関西の役者にしては珍しくあっさりとした芸風で、自身が二代目左團次に師事したこともあり、その影響を受け継ぎ「西の左團次」と呼ばれることもあった。新歌舞伎を得意とし、『大石最後の一日』の大石内蔵之助や『番町皿屋敷』の青山播磨、『鳥辺山心中』の菊地半九郎など左團次物に本領を発揮した。逆に丸本物になると冴えなかったが、それでも晩年には芸が伸びて得意とするようになり、『心中宵庚申』の半兵衛や『桂川連理柵』（桂川）の長右衛門、『伊賀越道中双六・沼津』の重兵衛、『御所櫻堀川夜討』（弁慶上使）の弁慶、『仮名手本忠臣蔵』の由良助などが当り役となった。それだけに関西歌舞伎の復興を目前にしての死は、歌舞伎界にとっても大きな痛手で、これが低迷期にあった関西歌舞伎界にさらに打撃を与えることにもなった。